# フライト・アテンダント
『フライト・アテンダント』（原題: The Flight Attendant）は、クリス・ボジャリアンによって2018年に書かれた同名の小説に基づき、スティーブ・ヨッキーらの総指揮によって製作されたアメリカのテレビシリーズ。ケイリー・クオコが主演し、2020年11月26日に米国HBO Maxで初配信された。 日本では2021年5月21日からU-NEXTが独占配信を開始した。2021年の第73回エミー賞リミテッド・シリーズにノミネートされた。シーズン2がアメリカでは2022年4月より配信、日本では同年9月に配信が開始。
2024年1月20日、打ち切りが発表された。

## あらすじ

### シーズン1
米国航空会社の客室乗務員であるキャシー・ボーデンは、フライト中に飲酒したり、乗客を含む見知らぬ人とセックスすることに時間を費やすアルコール依存症である。ある日フライト先のバンコクのホテルの部屋で目を覚ますと、前日のフライトで乗客であった男性の死体がベッドの隣に横たわっているのを発見した。警察に電話することを恐れた彼女は、犯罪現場を片付けて乗組員仲間に合流して空港に向かう。ニューヨークに到着すると、連邦捜査局 (FBI)の捜査員にバンコクでのことを尋ねられるが、彼女はその夜のことをはっきりと覚えておらず、それについて断続的なフラッシュバックや幻覚を体験しながら、真犯人が誰なのかを考え始める。

### シーズン2
前シーズンの出来事から1年後。キャシーは現在、フライトの合間にCIAの諜報員として人々を監視する副業をしている。1年間禁酒し、断酒会の常連である彼女は、ロサンゼルスに移住し、新しいボーイフレンドのマルコと交際している。ある日、ベルリンでの任務中に、タトゥーまで自分にそっくりな女に監視対象者を殺されてしまう。彼女は誰が自分になりすましているのか突き止めようとするが、たびたび自分自身が何人も登場する幻覚に襲われる。ロスの自宅には親友のアニーが恋人と共に滞在し、成り行きで彼らも事件に巻き込まれていく。

## キャスト

### メイン
| 役名                 | 俳優                                                        | 声優                   | 説明                                             | シーズン |
| -------------------- | ----------------------------------------------------------- | ---------------------- | ------------------------------------------------ | -------- |
| キャシー・ボーデン   | ケイリー・クオコ 子供時代：オードリー・グレース・マーシャル | 伊藤静                 | 主人公。客室乗務員。                             | 1-2      |
| アレックス・ソコロフ | ミキール・ハースマン                                        | 中井和哉               | 被害者。バンコクへキャシーと同じフライトの乗客。 | 1        |
| アニー・ムラディアン | ゾーシャ・マメット                                          | 池田海咲               | キャシーの友人で弁護士。                         | 1-2      |
| ミーガン・ブリスコ   | ロージー・ペレス                                            | 杉山滋美               | キャシーの同僚の客室乗務員。                     | 1-2      |
| デイビー・ボウデン   | T・R・ナイト 子供時代：オーウェン・アスタロス               | 岩城泰司               | キャシーの兄。                                   | 1-2      |
| ミランダ・クロフト   | ミシェル・ゴメス                                            | 宮寺智子               | 謎の女性。                                       | 1        |
| バックリー・ウェア   | コリン・ウッデル                                            | 諏訪部順一             | キャシーの新しい恋人。                           | 1        |
| キム・ハモンド       | マール・ダンドリッジ                                        | ニケライ・ファラナーゼ | FBI捜査官。                                      | 1        |
| シェーン・エバンス   | グリフィン・マシューズ                                      | 新祐樹                 | キャシーの同僚の客室乗務員。                     | 1        |
| ヴァン・ホワイト     | ノーラン・ジェラード・ファンク                              | 江越彬紀               | FBI捜査官。                                      | 1        |
| マックス             | デニス・アクデニズ                                          | 福山潤                 | アニーの恋人。エンジニア。                       | 1-2      |
| ベンジャミン・ベリー | モー・マクレー                                              |                        | CIA捜査官                                        | 2        |
| ガブリエル・ディアス | キャリー・ヘルナンデス                                      |                        | 賞金稼ぎ                                         | 2        |
| エステバン・ディアス | ジョセフ・ジュリアン・ソリア                                |                        | ガブリエルの夫                                   | 2        |

### ゲスト
- ビル・ブリスコー: テリー・セルピコ - メーガンの夫。
- ハンク・ボウデン: ジェイソン・ジョーンズ（英語版） - キャシーの父親。
- エンリコ: アルベルト・フレッツァ（英語版） - ローマでのキャシーのセックスフレンド。
- ダイアナ・カーライル: ベベ・ニューワース - アニーの弁護士事務所の上司。
- ジェイダ・ハリス: ヤシャ・ジャクソン（英語版） - キャシーの同僚の客室乗務員。
- サブリナ・オズノウィッチ: ステファニー・ケーニッヒ（英語版）（声：大原さやか） - アレックスの職場の受付嬢。
- ビクター: リッチー・コスター（英語版） - ミランダの雇い主。
- ジャネット・ソコロフ: アン・マグナソン - アレックスの母親。
- セシリア: ブリアナ・クオコ（英語版）  - ミランダの同僚。
- イーライ・ブリスコー: デヴィッド・アイアコノ（英語版） - メーガンの息子。
- ドット・カールソン: シェリル・ハインズ - CIAでキャシーの上司。（シーズン2）[11]
- ジェニー: ジェシー・エニス（英語版） - 断酒会の会員。（シーズン2） [11]
- グレース・セント・ジェームス: メイ・マーティン（英語版） - 客室乗務員。（シーズン2）[11]
- ウタダ: マーガレット・チョー（シーズン2）[11]
- マルコ: サンティアゴ・カブレラ - キャシーの恋人。（シーズン2）[11]
- ブレンダ: ショーレ・アグダシュルー - 断酒会の事務局員。（シーズン2）[11]
- キャロル・アトキンソン: アラナ・ユーバック（英語版） - 客室乗務員。（シーズン2）[12]

## エピソード

### シーズン1
| No. | # | 日本語題 原題                              | 監督                     | 脚本                                                       | 米国配信開始日 |
| --- | - | ------------------------------------------ | ------------------------ | ---------------------------------------------------------- | -------------- |
| 1   | 1 | "夜遊びの代償" "In Case of Emergency"      | スザンナ・フォーゲル     | スティーブ・ヨッキー                                       | 2020年11月26日 |
| 1   | 2 | "ウサギの記憶" "Rabbits"                   | スザンナ・フォーゲル     | スティーブ・ヨッキー                                       | 2020年11月26日 |
| 1   | 3 | "お別れを伝えに" "Funeralia"               | トム・ヴォーン           | カラ・リー・コースロン、ライアン・ジェニファー・ジョーンズ | 2020年11月26日 |
| 1   | 4 | "陰謀論" "Conspiracy Theories"             | ジョン・ストリックランド | Ian Weinreich                                              | 2020年12月3日  |
| 1   | 5 | "アレックスの部屋" "Other People's Houses" | グレン・ウィンター       | ティコナ・S・ジョイ                                        | 2020年12月3日  |
| 1   | 6 | "暗闇に閉ざされて" "After Dark"            | バタン・シルバ           | ジェス・マイヤー                                           | 2020年12月10日 |
| 1   | 7 | "忍び寄る影" "Hitchcock Double"            | マルコス・シーガ         | Meredith Lavender & Marcie Ulin                            | 2020年12月10日 |
| 1   | 8 | "次なるフライト" "Arrivals & Departures"   | マルコス・シーガ         | スティーブ・ヨッキー                                       | 2020年12月17日 |

### シーズン2
| No. | # | 日本語題 原題                                                                             | 監督                 | 脚本                                                 | 米国配信開始日 |
| --- | - | ----------------------------------------------------------------------------------------- | -------------------- | ---------------------------------------------------- | -------------- |
| 2   | 1 | "もう一人の私" "Seeing Double"                                                            | シルバー・ツリー     | スティーブ・ヨッキー                                 | 2022年4月21日  |
| 2   | 2 | "断酒365日目" "Mushrooms, Tasers, and Bears, Oh My!"                                      | シルバー・ツリー     | エリザベス・ベンジャミン、ジェス・メイヤー           | 2022年4月21日  |
| 2   | 3 | "パフィンを道しるべに" "The Reykjavik Ice Sculpture Festival Is Lovely This Time of Year" | ジェニファー・ファン | ルイザ・レヴィ、ライアン・ジェニファー・ジョーンズ   | 2022年4月28日  |
| 2   | 4 | "再会" "Blue Sincerely Reunion"                                                           | ジェニファー・ファン | ナタリー・チャイデス、ハルナ・リー                   | 2022年4月28日  |
| 2   | 5 | "倒壊" "Drowning Women"                                                                   | ピート・チャトモン   | リズ・セーガル、スティーブ・ヨッキー                 | 2022年5月5日   |
| 2   | 6 | "再出発の旅" "Brothers & Sisters"                                                         | シルバー・ツリー     | イアン・ワインライヒ、クリスティン・レイン・タッカー | 2022年5月12日  |
| 2   | 7 | "サンタモニカ･ピアへ行け" "No Exit"                                                       | シルバー・ツリー     | ジェス・メイヤー、                                   | 2022年5月19日  |
| 2   | 8 | "対決" "Backwards and Forwards"                                                           | シルバー・ツリー     | スティーブ・ヨッキー                                 | 2022年5月26日  |

## 製作

### 製作
2017年10月27日、 ケイリー・クオコの制作会社であるYes、Norman Productionsが、小説The Flight Attendantの権利を選択したことを発表した。小説は、クオコが製作総指揮を務める限定テレビシリーズになるとされた 。 2019年7月1日、 Greg BerlantiがBerlantiプロダクションを通じてエグゼクティブプロデューサーとしてシリーズに参加することが発表された 。 2019年7月1日、本作はワーナーメディアの新しいストリーミングサービス HBOマックスで配信されると発表された 。 2020年12月18日、HBO Maxはシーズン2の製作を発表した。シーズン2は2022年の春に配信される予定。

### キャスティング
シリーズ開発の発表と同時に、クオコもシリーズの主役にキャスティングされた。 2019年9月、ソノヤ・ミズノが共演者にキャストされた。 10月には、マイケル・ユイスマン、コリン・ウッデル、ロージー・ペレス、ゾージア・マメットが加わった   。 2019年11月には、マール・ダンドリッジ、グリフィンマシューズ、T・R・ナイトが加わった  。 2019年12月、ノーラン・ジェラード・ファンクが加わった。 ビビ・ニューワースは、2020年2月にゲスト出演で追加された。 2020年8月、ミズノに代わってミシェル・ゴメスが加わった。 2020年10月、ヤシャ・ジャクソンがゲストとして加わった。 2021年9月、モー・マクレー、キャリー・ヘルナンデス、 ジョセフ・ジュリアン・ソリアがレギュラー出演し、シェリル・ハインズ、ジェシー・エニス、メイ・マーティン、マーガレット・チョー、サンティアゴ・カブレラ、ショーレ・アグダシュルーがゲストに加わった。 2021年11月、アラナ・ユーバックはシーズン2のゲストに加わった。

### 撮影
撮影は2019年11月にタイのバンコクで始まり、12月にニューヨークのホワイトプレーンズで続けられた。 2020年3月12日、ワーナーブラザーステレビジョンは、COVID-19の流行により、製作を停止した。シーズンの残りの2つのエピソードの製作は、2020年8月31日にニューヨークで再開された 。シーズン2は、製作をカリフォルニアに移転している。

### サウンドトラック
シーアの「 Angel By the Wings 」が、シーズン1の最終話で使用された。

## 公開
シリーズ1は2020年11月26日に初公開され、最初の3つのエピソードが配信された。 2020年10月20日、シリーズの公式予告編と各エピソードの配信予定が発表された。 12月3日に2つのエピソードがリリースされ、12月10日にさらに2つのエピソードがリリースされ、12月17日に最終話が配信された 。
第2シーズンは2022年4月21日から5月26日にかけて公開された。

## 評価

### 批評家の反応

#### シーズン1
レビューアグリゲーターのRotten Tomatoesによると、64人の評論家のうち98％が肯定的評価であり、平均評価は7.57 / 10である。評価コメントは、「ケイリー・クオコは『フライト・アテンダント』ですばらしく輝いており、ミステリー愛好家を病みつきにさせるほど魅力的でスタイリッシュな作品である」と述べている。 Metacriticによると、22件の評論家レビューに基づく加重平均値は、100点満点中78点。

#### シーズン2
第2シーズンもほぼ好評を博している。Rotten Tomatoesでは、53のレビューに基づき、86％の支持率と7.15/10の平均評価を受けている。同サイトの評価コメントは、「『フライト・アテンダント』の今回のフライトは、多少の乱気流はあるものの、ケイリー・クオコの熱のこもった演技と満足のいくひねりの効いた脚本で、乗客の安全が保たれている」と述べている。Metacriticでは、第2シーズンは21の批評家のレビューに基づいて100のうち76点の加重平均スコアを持ち、「概して好評」であることを示している。

### 賞とノミネート
| 年   | 賞                                             | 部門                                                                                  | ノミネート | 結果       | Ref.   |
| ---- | ---------------------------------------------- | ------------------------------------------------------------------------------------- | --- | ---------- | ------ |
| 2021 | Art Directors Guild Awards                     | Excellence in Production Design for a One-Hour Contemporary Single-Camera Series      | Sara K. White (for "After Dark") | ノミネート | [ 43 ] |
| 2021 | Critics' Choice Television Awards              | Best Comedy Series                                                                    | フライト・アテンダント | ノミネート | [ 44 ] |
| 2021 | Critics' Choice Television Awards              | Best Actress in a Comedy Series                                                       | ケイリー・クオコ | ノミネート | [ 44 ] |
| 2021 | 全米監督協会賞                                 | テレビ部門 コメディシリーズ監督賞                                                     | Susanna Fogel (for "In Case of Emergency") | 受賞       | [ 45 ] |
| 2021 | ゴールデングローブ賞                           | テレビ部門 ミュージカル・コメディ部門 作品賞                                          | フライト・アテンダント | ノミネート | [ 46 ] |
| 2021 | ゴールデングローブ賞                           | テレビ部門 ミュージカル・コメディ部門 主演女優賞                                      | ケイリー・クオコ | ノミネート | [ 46 ] |
| 2021 | ハリウッド批評家協会テレビ賞                   | コメディ部門 ストリーミング作品賞                                                     | フライト・アテンダント | ノミネート | [ 47 ] |
| 2021 | ハリウッド批評家協会テレビ賞                   | コメディ部門 ストリーミング作品 主演女優賞                                            | ケイリー・クオコ | ノミネート | [ 47 ] |
| 2021 | ハリウッド批評家協会テレビ賞                   | コメディ部門 ストリーミング作品 助演女優賞                                            | ロージー・ペレス | ノミネート | [ 47 ] |
| 2021 | Motion Picture Sound Editors Awards            | Outstanding Achievement in Sound Editing – Episodic Short Form – Dialogue/ADR         | Mike Marchain, Julie Altus, Vince Tennant and Doug Mountain (for "Other People's Houses") | ノミネート | [ 48 ] |
| 2021 | プライムタイム・エミー賞                       | コメディーシリーズ部門                                                                | Greg Berlanti, Kaley Cuoco, Steve Yockey, Meredith Lavender, Marcie Ulin, Sarah Schechter, Suzanne McCormack, Jess Meyer, Raymond Quinlan, Jennifer Lence and Erika Kennair                                                   | ノミネート | [ 49 ] |
| 2021 | プライムタイム・エミー賞                       | コメディ・シリーズ 主演女優賞                                                         | ケイリー・クオコ | ノミネート | [ 49 ] |
| 2021 | プライムタイム・エミー賞                       | コメディ・シリーズ 助演女優賞                                                         | ロージー・ペレス | ノミネート | [ 49 ] |
| 2021 | プライムタイム・エミー賞                       | コメディ・シリーズ 監督賞                                                             | Susanna Fogel (for "In Case of Emergency") | ノミネート | [ 49 ] |
| 2021 | プライムタイム・エミー賞                       | コメディ・シリーズ 脚本賞                                                             | Steve Yockey (for "In Case of Emergency") | ノミネート | [ 49 ] |
| 2021 | プライムタイム・クリエイティブアート・エミー賞 | Outstanding Casting for a Comedy Series                                               | Kim Miscia, Beth Bowling and John Papsidera | ノミネート | [ 49 ] |
| 2021 | プライムタイム・クリエイティブアート・エミー賞 | Outstanding Production Design for a Narrative Contemporary Program (One Hour or More) | Sara K. White (for "After Dark") | ノミネート | [ 49 ] |
| 2021 | プライムタイム・クリエイティブアート・エミー賞 | Outstanding Single-Camera Picture Editing for a Comedy Series                         | Heather Persons (for "In Case of Emergency") | ノミネート | [ 49 ] |
| 2021 | プライムタイム・クリエイティブアート・エミー賞 | Outstanding Original Main Title Theme Music                                           | Blake Neely | 受賞       | [ 49 ] |
| 2021 | 全米プロデューサー組合賞                       | Danny Thomas Award for Outstanding Producer of Episodic Television – Comedy           | Greg Berlanti, Kaley Cuoco, Steve Yockey, Meredith Lavender, Marcie Ulin, Sarah Schechter, Suzanne McCormack, Jess Meyer, Raymond Quinlan, Jennifer Lence and Erika Kennair                                                   | ノミネート | [ 50 ] |
| 2021 | 全米映画俳優組合賞                             | Outstanding Performance by an Ensemble in a Comedy Series                             | Kaley Cuoco, Merle Dandridge, Nolan Gerard Funk, Michelle Gomez, Michiel Huisman, Yasha Jackson, Jason Jones, T.R. Knight, Zosia Mamet, Audrey Grace Marshall, Griffin Matthews, Rosie Perez, Terry Serpico and Colin Woodell | ノミネート | [ 51 ] |
| 2021 | 全米映画俳優組合賞                             | Outstanding Performance by a Female Actor in a Comedy Series                          | ケイリー・クオコ | ノミネート | [ 51 ] |
| 2021 | Television Critics Association Awards          | Outstanding Achievement in Comedy                                                     | フライト・アテンダント | ノミネート | [ 52 ] |
| 2021 | Television Critics Association Awards          | Outstanding New Program                                                               | フライト・アテンダント | ノミネート | [ 52 ] |
| 2021 | Television Critics Association Awards          | Individual Achievement in Comedy                                                      | ケイリー・クオコ | ノミネート | [ 52 ] |
| 2021 | 全米脚本家組合賞                               | New Series                                                                            | Kara Lee Corthron, Michael Foley, Ryan Jennifer Jones, Ticona S. Joy, Meredith Lavender, Jess Meyer, Daniele Nathanson, Marcie Ulin, Ian Weinreich and Steve Yockey                                                           | ノミネート | [ 53 ] |
| 2022 | ハリウッド批評家協会テレビ賞                   | コメディ部門 ストリーミング作品 主演女優賞                                            | ケイリー・クオコ | ノミネート | [ 54 ] |
| 2022 | プライムタイム・エミー賞                       | コメディ・シリーズ 主演女優賞                                                         | ケイリー・クオコ | ノミネート | [ 55 ] |
| 2022 | プライムタイム・クリエイティブアート・エミー賞 | Outstanding Music Composition for a Series (Original Dramatic Score)                  | Blake Neely (for "The Reykjavík Ice Sculpture Festival Is Lovely This Time Of Year") | ノミネート | [ 55 ] |
| 2022 | プライムタイム・クリエイティブアート・エミー賞 | Outstanding Production Design for a Narrative Contemporary Program (One Hour or More) | Nina Ruscio, Josh Lusby, Mari Lappalainen and Matt Callahan (for "Seeing Double") | ノミネート | [ 55 ] |